# No Activity - Niente da segnalare
No Activity - Niente da segnalare è una miniserie televisiva diretta da Valerio Vestoso e distribuita da Prime Video. Tra gli interpreti principali, Luca Zingaretti, Alessandro Tiberi, Carla Signoris, Emanuela Fanelli, Rocco Papaleo, Fabio Balsamo, Maccio Capatonda, Tommaso Ragno, Davide Calgaro, Edoardo Ferrario, Sara Lazzaro, Francesco Pannofino e Diego Abatantuono.
L'opera è basata sull'omonima serie australiana No Activity del 2015.

## Trama
Tre coppie di persone devono fare passare varie notti: l'agente centralinista Katia Kolloni accoglie la nuova giovane collega, Palmira, mentre sorvegliano via radio le pattuglie della polizia; gli agenti Manetti e Aiello sono appostati nella pattuglia 12 in un'area portuale per sospetto narcotraffico; i narcotrafficanti Toni Totaro e Dario Diotallevi sorvegliano un magazzino, nella stessa area portuale, in attesa del carico di droga.
I tre servizi sono lunghi e tediosi, così si intrecciano le tre storie: i tormenti dell'agente Manetti verso l'ex moglie; i tentativi di approccio di Aiello verso Palmira; i consigli di vita che quest'ultima riceve da Katia; i problemi che crea il pasticcione Dario con Toni.

## Episodi

### Notte numero 9
Palmira prende servizio al centralino a fianco dell'esperta Katia, con cui va subito in scontro per incomprensioni varie; conosce anche Nicola, religiosissimo collega che ambiva al suo posto. Marcello e Achille si annoiano durante un appostamento, ma Achille prende contatto con Palmira, attratto dalla sua voce. Dario raggiunge Toni nel magazzino ed esprime tutta la sua ammirazione nei suo confronti. Toni esce per svuotare il secchio dell'urina, ma viene raggiunto da Marcello che, per un'incomprensione, gli spara.

### Notte numero 10
Toni viene portato da un chirurgo veterinario; Dario viene raggiunto da Bartolo, nipote del Boss, che lo convince a farsi togliere il malocchio in cambio di 100 euro. Complice la cocaina assunta, Bartolo parla male di Toni così Dario, suo grande ammiratore, lo aggredisce provocandone la morte. Marcello confessa a Achille le sue paure nel doversi presentare di fronte alla commissione disciplinare per il grave ferimento causato la notte precedente. I due ricevono una chiamata da Nanni, il guardiano dell'area portuale, che influenza Marcello con le sue idee cospirazioniste. Palmira racconta a Katia dell'aggressione ad un povero malcapitato, che le ha causato la retrocessione al centralino; di contro, Katia è convinta che la giovane collega abbia fornito favori sessuali per la promozione, certa che il centralino sia il vero centro dell'azione nelle stazioni di polizia.

### Notte numero 14
Toni torna a sorvegliare il magazzino e scopre la vicenda dell'uccisione di Bartolo; inizialmente sospetta che Dario sia una spia, ma cambia idea quando viene a sapere di essere stato denigrato da Bartolo di nascosto: concorde con Dario, fanno sparire il corpo. Marcello e Achille vengono raggiunti da una spia, una psicologa esaurita dalle continue richieste di psicanalisi di chiunque. Achille racconta i suoi pensieri in merito all'appuntamento con Palmira, a suo dire eccezionale. Palmira, di suo, si è trovata fortemente a disagio. Achille incontra Dario mentre entrambi ordinano al ristorante cinese.

### Notte numero 17
Marcello supera il colloquio alla commissione disciplinare e si lascia andare a considerazioni para-cospirazioniste con Achille. Palmira viene raggiunta da Ettore, il suo ex "mostro", che invece è uomo di buon cuore, chirurgo, volontario per associazioni per bambini... Toni e Dario parlano dell'ipotesi di abbandonare la malavita, in particolare Toni vorrebbe aprire un bar sulla spiaggia; Dario prende una chiamata al telefono di Bartolo da un contatto Boss, in contemporanea a Toni, anch'egli riceve una chiamata, dal suo cellulare, dal Boss: i due sospettano che Bartolo fosse una spia della polizia.

### Notte numero 22
La pattuglia 12 riceve un controllo da parte di Leonida De Luca, che si dimostra essere profondamente maschilista: è contrario alle donne nella polizia e si esprime in malo modo verso Katia, in quanto donna, madre e non più giovane. Questo fa adirare Palmira, che insulta l'ispettore. Marcello e Achille scoprono che l'uomo è vittima di varie truffe online e phishing, facendogli capire che effettivamente non è più molto attento alla realtà: la segnalazione verso Palmira viene ritirata. Toni e Dario ricevono la visita del Boss, Felice Gasparin, che li minaccia di ucciderli. Il gruppo scopre che, effettivamente, Bartolo era una spia della polizia e i due criminali vengono salvati.

### Notte numero 24
Palmira e Achille sono usciti di nuovo, stavolta lui ha ritenuto la serata pessima, mentre lei perfetta. Le intercettazioni della polizia rilevano che il carico di droga che Toni e Dario aspettano, è arrivato. Al centralino Katia prende il comando, ma non riesce a contattare Marcello e Achille via radio: la verità è che hanno attaccato una caffettiera elettrica all'accendisigari, consumando la batteria dell'auto. Nel frattempo Palmira chiama Achille per parlare di sé, facendo ulteriormente adirare Katia, che infine la sgrida per non averle passato l'agente che stava cercando di contattare via radio: Palmira vede sfumato il suo sogno di andarsene dal centralino. Per lo stesso contrattempo, Marcello e Achille arrivano al magazzino troppo tardi per effettuare loro la retata, vedendosela soffiare da Nanni, il guardiano cospirazionista. Toni e Dario, nel frattempo, sono scappati col malloppo del Boss per aprirsi un bar sulla spiaggia.